# Microtatorchis terrestris
Microtatorchis terrestris är en orkidéart som beskrevs av Johannes Jacobus Smith. Microtatorchis terrestris ingår i släktet Microtatorchis och familjen orkidéer. Inga underarter finns listade i Catalogue of Life.